# Liparomyia sedata
Liparomyia sedata är en tvåvingeart som beskrevs av White 1916. Liparomyia sedata ingår i släktet Liparomyia och familjen styltflugor. Inga underarter finns listade i Catalogue of Life.